# القوانين المدنية المتعلقة بالكشروت
تعثر على القوانين المدنية المتعلقة بالكشروت (المعايير الدينية اليهودية، المتعلقة بالأغذية) في العديد من البلدان.  يحظر الإعلان عن المنتج في العديد من الولايات القضائية باستخدام عبارة «كوشر»، ما لم يثبت أن المنتج يتوافق مع القوانين الغذائية اليهودية؛ بالرغم من ذلك، فإن القوانيين المطابقة لمعايير الغذاء اليهودية غالبًا ما تختلف باختلاف الولايات القضائية. فعلى سبيل المثال، في بعض الأماكن قد يتطلب القانون أن يُقِر أحد الحاخامات بأنه كشروت، وفي حالات أخرى يكفى أن تُصدِق الشركة المُصَنِعَة على أن الأنظمة الغذائية اليهودية. في كثير من الأحوال. اعتبرت القوانين المُحَدِدة لاستخدام مصطلح «كوشير» على أنها تدخُل ديني غير قانوني.

## موقف الولايات المتحدة الأمريكية
من الناحية التاريخية، حاولت قوانين بعض الولايات في الولايات المتحدة تحديد ما يمكن تسميته بالكوشير، وجعلها جناية لبيع منتج يسمى كوشير إذا لم يعالج وفقًا للدين اليهودي. ومع ذلك، كانت هناك تحديات لهذه القوانين على أساس أنها تبدو ممارسة دينية من قِبَل الدول المعنية، مما يشكل انتهاكًا للقاعدة الدستورية بأنه لا ينبغي أن يكون هناك قانون متأثر بأى مؤسسة دينية. على الرغم من أن المحاكم السابقة أيدت بعض هذه القوانين، فقد قررت المحاكم منذ ذلك الحين أن تضرب بهذه القوانين عرض الحائط خوفًا من استغلالها في أي ممارسات دينية؛ حاول معارضي هذا القرار القول بأن الكاشروت كان ببساطة مجموعة من المعايير لإعداد الطعام، وبالتالي لن يكون هناك فرق بين وصف شيء ما باسم الكاشروت ووصفه بأنه منخفض الصوديوم، عالي الألياف، مبستر، غني بالكالسيوم، أو لا يحتوي على الكوليسترول.
من الأحكام القانونية  المُصدَرَة ما يلي:
- مرسوم  مدينة بالتيمور الذي أنشأ قانونًا خاصًا للكوشير ولكنه اعِتُبِر غير دستوري.[3]
- قوانين الكوشير في نيو جيرسي التي وُجِدَت تنتهك المبادئ المترسخة في كل من دستور ولاية نيوجيرسي والتعديل الدستوري الأول.[4] وأكدت المحكمة العليا في نيوجيرسي الرأي الذي خَلَصْت فيه إلى أن استخدام الدولة «للقانون اليهودي الأرثوذكسي» كأساس لتعريف الشريعة هو اعتماد معايير دينية تنتهك دساتير الولايات والدستور الاتحادي.[5] كان رد الدولة هو إنشاء قانون جديد يتجنب أي تعريف لما يمكن تسميته بالكوشير أو لا يمكن اعتباره كوشير. وبدلًا من ذلك، يجب على المؤسسات التي تَدَّعي أنها تقدم أغذية متفقة مع معايير الكوشير أن تقدم تفاصيل حول ما تعنيه بهذا المسمى، وستقوم الدولة بالتحقق لضمان الالتزام بهذا المعيار. على سبيل المثال، يجب أن تعرض مطاعم الكوشير ملصقًا  يحمل عبارة (مقدم من قِبَل مكتب إنفاذ الطعام التابع لقوانين الكوشير) الذي تعرض فيه اسم جهة التصديق اليهودية الرسمية الخاصة بها، وعدد مرات فحصه للمؤسسة، سواء تَطَلَّب الأمر أن تكون جميع المكونات خاضعة للإشراف الكوشيرى أم لا. وبهذه الطريقة، تقوم الحكومة بإنفاذ قضية حماية للمستهلك، وتتجنب مشاكل النهوض بأي وجهة نظر دينية معينة.
- وجدت محكمة استئناف الولايات المتحدة في الدائرة الثانية أن الأحكام التي خضعت للاستئناف في قانون كوشير للغش في نيويورك تنتهك البند المتعلق بالتأسيس؛ لأنها تُشرِك ولاية نيويورك مع الدين بشكل مفرط.[6] رفضت المحكمة العليا سماع الدعوى، ونفت تحويل الدعوى للمراجعة[7] وقد عدل النظام الأساسي منذ ذلك الحين حيث تم إصدار قانون جديد أُطلِقَ عليه قانون مكينّي للزراعة والأسواق. بموجب هذا القانون، لا تحتفظ الدولة سوى بقاعدة بيانات لمنظمات الترخيص والمنتجات.[8]